# Lucian Logigan
Lucian Logigan (* 1. Dezember 1987) ist ein rumänischer Cyclocross- und Mountainbikefahrer.
Lucian Logigan gewann 2007 bei der Balkan Championship im rumänischen Paltinis die Bronzemedaille im MTB-Cross Country der U23-Klasse. Im nächsten Jahr wurde er bei der Balkan Championship in Bjelo Polje Zweiter im Cross Country-Rennen der Eliteklasse und gewann damit die Wertung der U23-Klasse.  2009 wurde er Landesmeister im Cyclocross und 2013 im Cross-Country.

## Erfolge
2013
- Balkan-Meister – MTB-Cross Country (U23)

2009
- Rumänischer Meister – Cyclocross

2013
- Rumänischer Meister – MTB-Cross Country